# Onhaye
Onhaye är en kommun i Belgien.   Den ligger i provinsen Namur och regionen Vallonien, i den södra delen av landet, 80 km sydost om huvudstaden Bryssel. Antalet invånare är 3 123.
I omgivningarna runt Onhaye växer i huvudsak blandskog. Runt Onhaye är det tätbefolkat, med 266 invånare per kvadratkilometer.